# Rancho Alegre d'Oeste
Rancho Alegre d'Oeste là một đô thị thuộc bang Paraná, Brasil. Đô thị này có diện tích 241,416 km², dân số năm 2007 là 2992 người, mật độ 9,7 người/km².